# 김정호 (1995년)
김정호(한국 한자: 金政浩, 1995년 5월 31일 ~ )는 대한민국의 축구 선수이다. 포지션은 수비수이며 현 K리그2의 안산 그리너스 FC 소속이다.

## 클럽 경력
2018시즌을 앞두고 김정호는 K리그1의 인천 유나이티드에 입단했다. 2018년 5월 13일 상주 상무와의 경기에서 전반 23분 교체 출전 하면서 프로 데뷔전을 치렀다. 2018시즌 프로 첫 시즌임에도 12경기를 출전했다. 2019년 3월 31일 수원 삼성 블루윙즈와의 경기에서 전반 20분 데뷔골을 넣었다.
2021시즌을 앞두고 부천 FC 1995로 이적했다.